# Miguel Maury Buendía
Miguel Maury Buendía (ur. 19 listopada 1955 w Madrycie) – hiszpański duchowny katolicki, arcybiskup, nuncjusz apostolski w Wielkiej Brytanii.

## Życiorys
26 czerwca 1980 otrzymał święcenia kapłańskie z rąk kard. Vicente Enrique y Tarancóna i został inkardynowany do archidiecezji madryckiej. W 1984 rozpoczął przygotowanie do służby dyplomatycznej na Papieskiej Akademii Kościelnej. 
19 maja 2008 został mianowany przez Benedykta XVI nuncjuszem apostolskim w Kazachstanie oraz arcybiskupem tytularnym Italica. Sakry biskupiej 12 czerwca 2008 udzielił mu Sekretarz Stanu Tarcisio Bertone. 12 lipca 2008 został akredytowanym jako przedstawiciel Stolicy Świętej w Kirgistanie i Tadżykistanie.
5 grudnia 2015 został przeniesiony do nuncjatury apostolskiej w Rumunii. Od stycznia 2016 akredytowany również w Mołdawii.
13 kwietnia 2023 papież Franciszek nominował go na urząd nuncjusza apostolskiego w Wielkiej Brytanii.

## Odznaczenia
- Krzyż Wielki Orderu Wiernej Służby (Rumunia, 2020)[2]